# ラハティ L-39 対戦車銃
ラハティ L-39 対戦車銃（ラハティ L-39 たいせんしゃじゅう：Lahti 39／Lahti m/39(Lahti model 39）は、フィンランド軍が使用した対戦車銃である。
英語圏の国を始めとして、“Lahti”の英語読みから“ラティ”もしくは“ラーティ” と呼ばれることもある。
尚、その長大な外観から、フィンランド兵は“Norsupyssy”（ノルスピュッシュ：象撃ち銃）のニックネームを付けていた。

## 概要
フィンランドのValtion Kivääritehdas（VKT：共和国銃器工廠）によって開発され、アイモ・ラハティによって設計された大口径対戦車ライフルで、当初は口径13.2mmの対戦車銃として開発されたが、ラハティは対戦車用途としては口径が不足しているとして、20x113mm弾を使用する独自の設計案を提出した。VKT側は20mm口径は大型過ぎて連射速度に劣り、威力の上昇よりも不利点の方が多い、としたが、ラハティの主張を入れて13.2mmと20mmの2種類の試作銃が製作され、比較試験、及び冬戦争（第一次ソ芬戦争）においての実地試験の結果、20mm型が「連射速度も充分であり、威力に勝る」として選択され、使用弾を20×138mmB弾に変更した上で、1939年に“20 pst. kiv (panssarintorjuntakivääri) /39"（20ミリ対戦車小銃1939年型）の制式名で採用された。
1944年には、本銃を単装で対空射撃に用いるため、機構を全自動射撃可能なものに改造した“L-39/44（m/39-44）”が開発され、対空照尺を装備し、二脚及び橇に代わって杭や立ち木の先端に設置して用いることのできる対空銃架に装着した"20 it. kiv(ilmatorjuntakivääri)/39-44"（20ミリ対空銃1939年型・改1944年型）”が制式化されている。20 it. kiv/39-44用に大型弾倉（装弾数15発）も製造された。
L-39は最終的に1,906丁が製造され、対空機銃化されたL-39/44を中心に1960年代までフィンランド軍に装備されていたが、1960年代に入ると対戦車火器としても対空火器としても一線を退き、順次、生産数の半数以上である約1,000挺がアメリカの民間市場に放出された。しかし、予備兵器とはされたものの、フィンランド軍ではベトナム戦争の戦訓から対ヘリコプター戦に有効であるとして、1988年まで現役に留まっていた。

### 派生型
1940年には、ソ連軍のIl-2対地攻撃機（シュトゥルモヴィーク）対策として、L-39の設計を発展させた機関砲を射手席のついた専用銃架に並列連装に装備し、大型の対空照準器を付けて連装対空銃座とした“20 it. kiv(ilmatorjuntakivääri)/40（20ミリ対空銃1940年型）”が開発・生産された。

## 実戦での運用
L-39は通常2名（射手、観測手兼弾薬手）で運用されたが、しばしば射手のみでも用いられた。銃本体の他、弾倉2個収容の運搬箱を2つ（計、予備弾倉4個、弾薬40発）、整備・分解用工具及び弾倉用装弾装置と予備部品の2つの工具箱、曳航索が標準の付属品とされている。
冬戦争では試作型の2挺が戦闘に投入され、ソ連軍戦闘車両に威力を発揮した。続く継続戦争（第二次ソ芬戦争）では約1,800挺あまりが生産され、ソ連軍のT-34中戦車やKV-1重戦車に代表される新型戦車相手には力不足でありながらも履帯や燃料タンクを狙った攻撃でそれなりの戦果を挙げている。継続戦争当時は対戦車用途の他に現在の対物ライフル同様、トーチカや機関銃座の狙撃に使用された。
大型で重く反動の大きい本銃は運用面での困難も大きく、標的とする戦車の急速な重装甲化の前に開発当初ほどの威力を示せなかったものの、フィンランド軍の主力対戦車火器の一つとして大いに活躍した。

## 構成

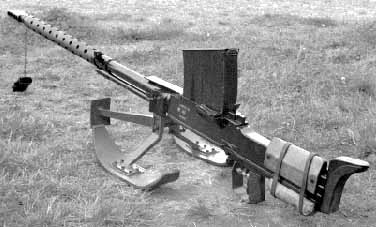
チークパッドと銃床下部クッションパッドを装着したL-39
銃身先端部から吊り下げられているものは銃口カバー

L-39はガス圧作動方式半自動式の自動銃で、使用される20x138mmB弾は徹甲弾頭を使用して300mで60°傾斜20mm厚の装甲鈑を、500mで60°傾斜16mm厚の装甲鈑を撃ち抜く能力を持つ。
L-39の特徴として、引き金を引く際には薬室が閉鎖されている“クローズボルト”方式で発射されるにもかかわらず、遊底（ボルト）自体は1射撃毎に後退した状態で固定され、射手が遊底閉鎖レバーを操作することによって遊底が前進、装弾された後に薬室が閉鎖されるという「手動閉鎖方式」の機構を持つことが挙げられる。これは射撃後に薬室を開放することによって銃身内と薬室、及び遊底の通気を確保し、それらが過熱することを防ぐもので、射撃後に後退状態で固定された遊底は、銃把（グリップ）の前面・下部にある押し込み式のレバーを握り込むことにより開放され、再度前進して次弾を薬室に装填、薬室を閉鎖して射撃可能状態となる。このため、遊底開放レバーは安全装置としても機能した。手動式の安全装置は別個にあり、操作レバーは機関部左側面、トリガーグループの斜め上方にある。射撃後、薬莢は機関部下方から自動的に排出される。この際に真下では無くトリガーガードに向かって排莢されるため、トリガーガードの前部に薬莢の勢いを低減するためのバッファーとなるローラーが装備されている。このため他の銃の様にトリガーガードを握るなど、トリガーガードの前に手指を出すと薬莢が直撃し負傷する恐れがある。
復座ばね（リコイルスプリング）が強力なため、通常の取っ手を引くタイプのコッキングレバーではなく大型のクランクハンドルが操作機関部にあり、これを右回りに操作するとチェーンを介して引かれた遊底が後退し射撃準備状態となる。遊底が後退位置で固定されたら、クランクハンドルを左回りに操作して原位置へ戻す必要がある。20mm弾10発を装弾した巨大な弾倉は機関部上部にある装弾口に装着され、装弾口後方のマガジンキャッチにより固定される。弾倉を装着していない際に機関部に砂塵や異物が入ることを防ぐため、装弾口には前方に開くカバーが装備されていた。
銃身は65口径長の長大なもので、銃口部には多孔式のマズルブレーキが装着されている。銃口部は使用時以外に覆うためのカバーが備えられており、カバーは細い鎖で銃身と結ばれていた。銃身部の前端から3/5ほどは木製の遮熱被筒で覆われており、被筒には1列10個と1列9個の冷却孔が交互に開孔されている。ガスチューブは銃身下方にあり、ガスチューブ先端にはガス圧調整用の規制子（レギュレータ）を持つ。
弾倉が上部に装着される都合上、照門と照星は銃の左側側面にあり、右利き（右腕）での射撃を前提としている。照星は放熱被筒後端のガスチューブ支柱に、照門は弾倉装着部横にある。照門は射距離200mから1,400mの範囲で調節可能であった。
機関部前端下部には二脚と木製の橇が装着されており、脚架と銃本体の接合部には発砲時の反動と銃本体の重量が脚架に集中することを抑制するための緩衝機構が組み込まれている。二脚は使用しない際には前方に90度跳ね上げておくことができ、移動時には橇を、射撃時に際しては二脚を用いる設計で、橇は特に冬季に雪上を移送する際に活用された。
銃床部左側には木製のチークパッドが備えられており、床尾板（バットプレート）は上下の調節が可能で、ゴム製のクッションパッドが装着されていた他、銃床底部には革製のクッションパッドを革のベルトにより装着することができた。

## ギャラリー

### L-39

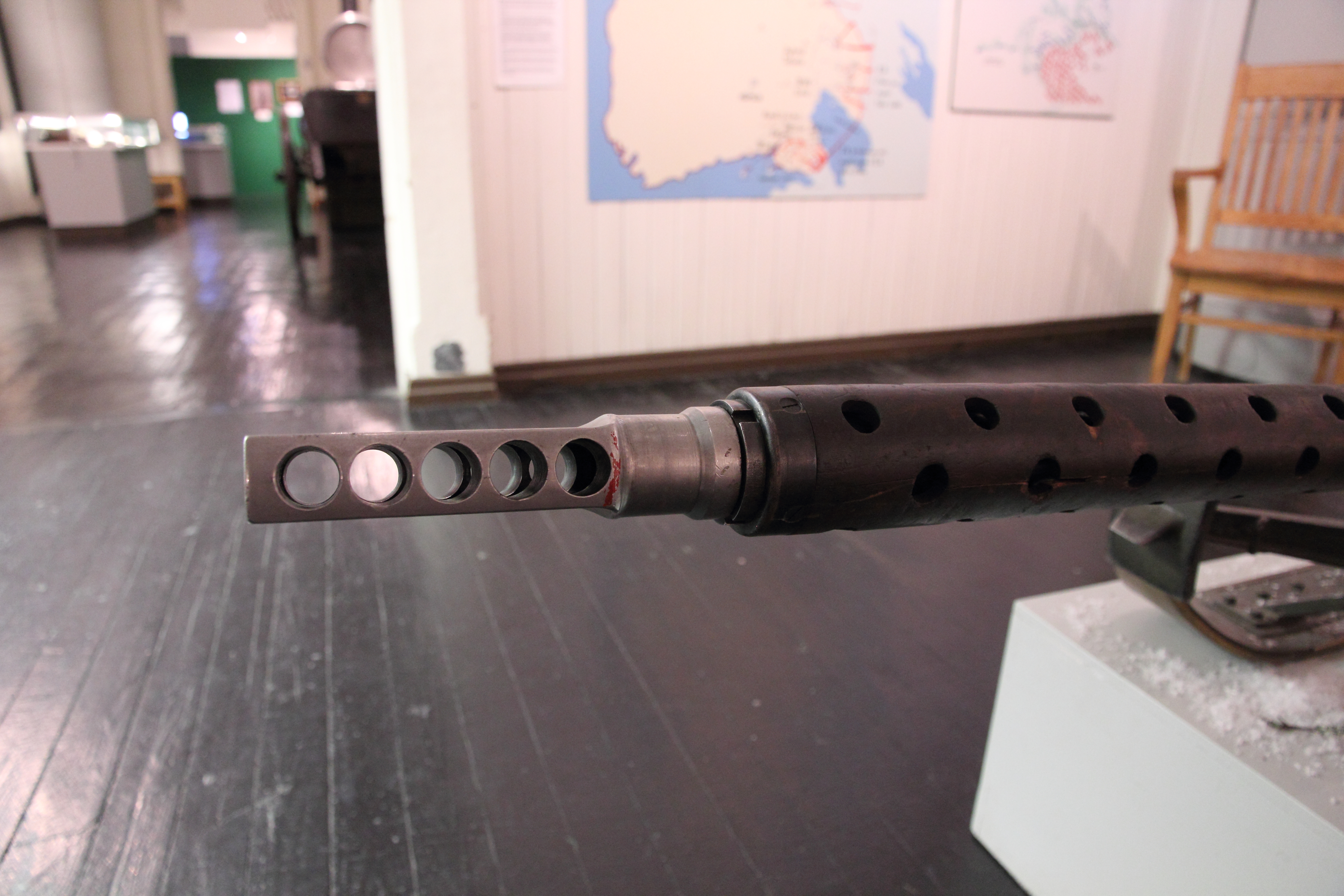
銃口部 多孔式のマズルブレーキが装備されている
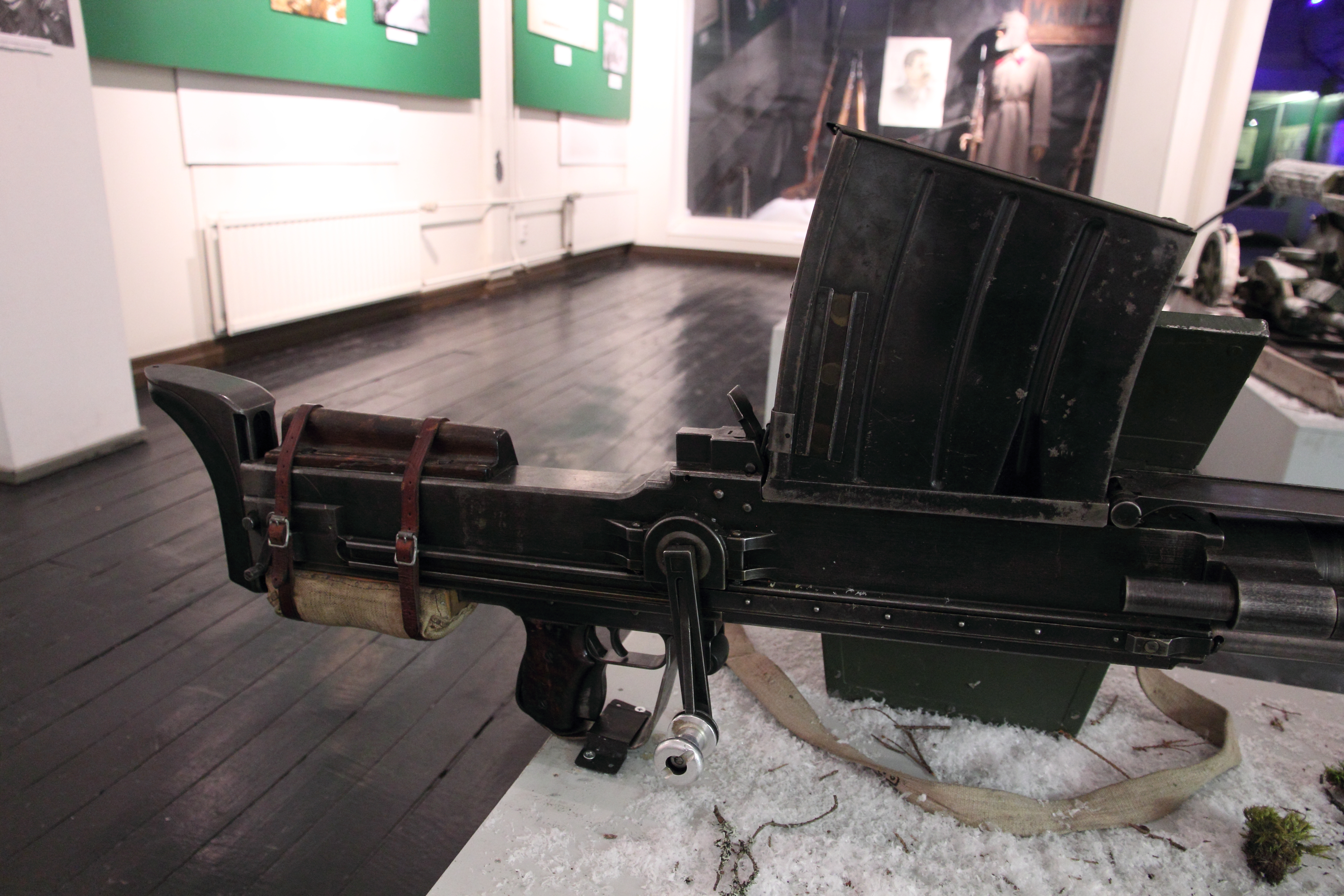
右側から見た機関部 中央が槓桿
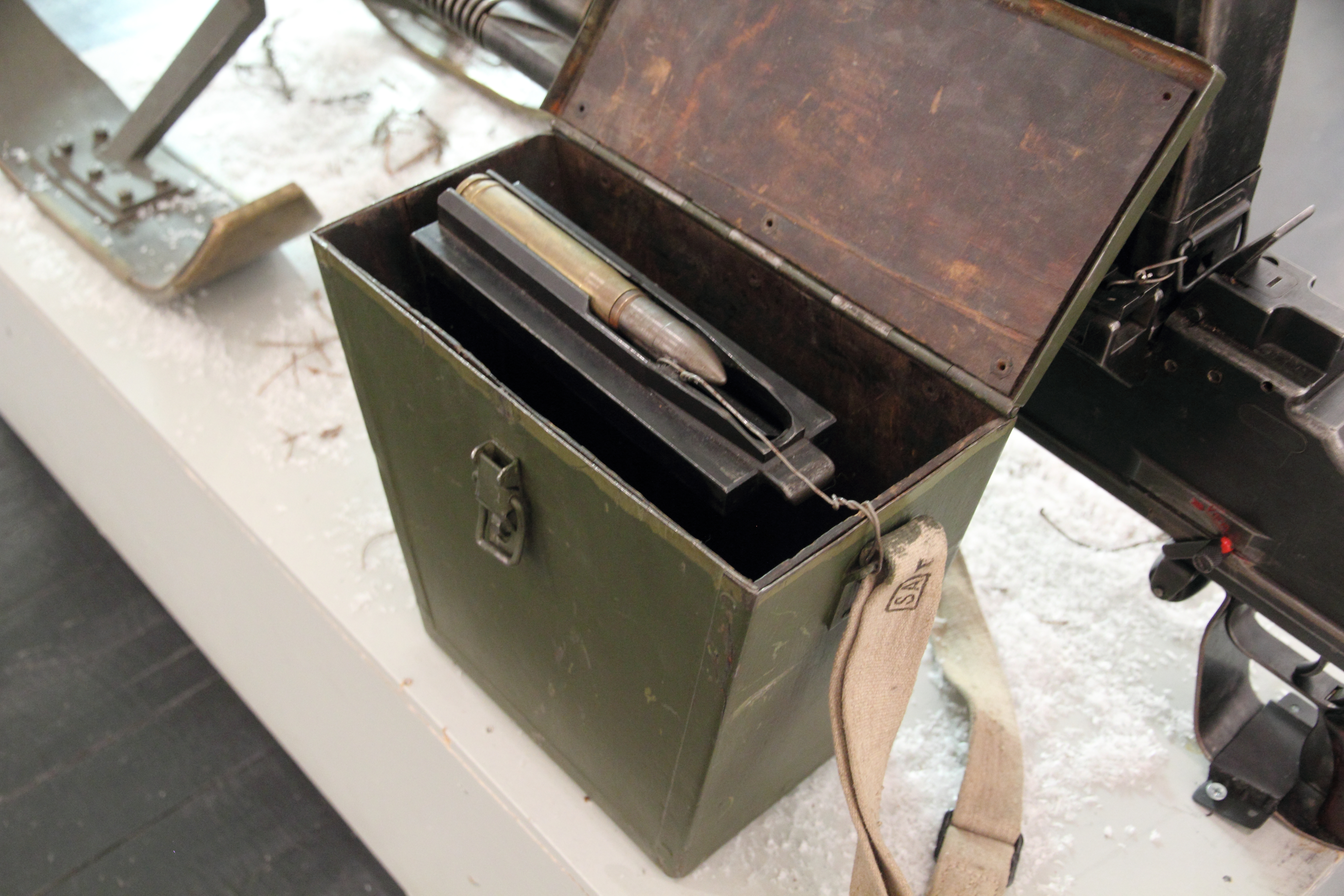
輸送用のケースに入れられた弾倉と20mm弾
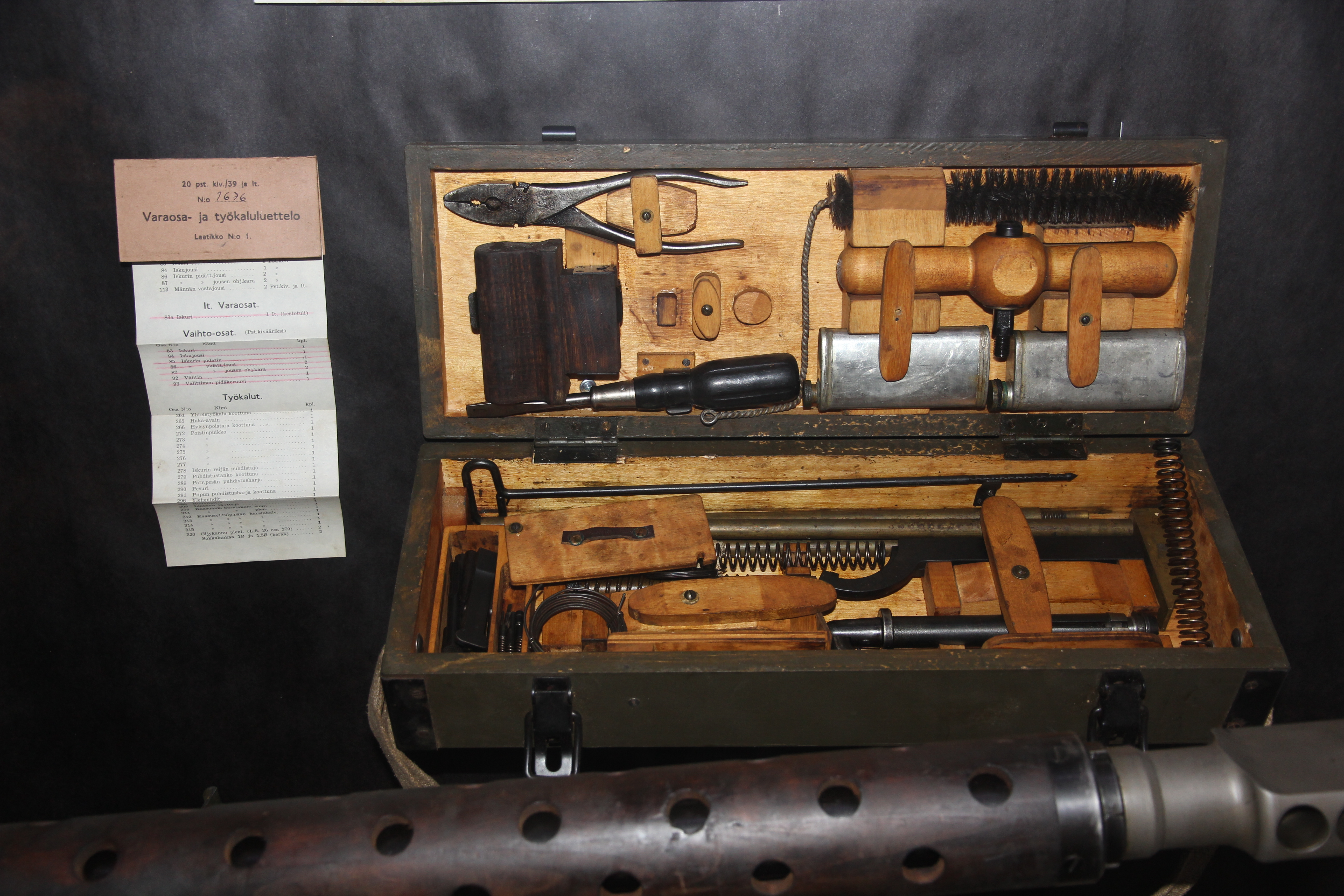
付属のツールキット

### L-39/44

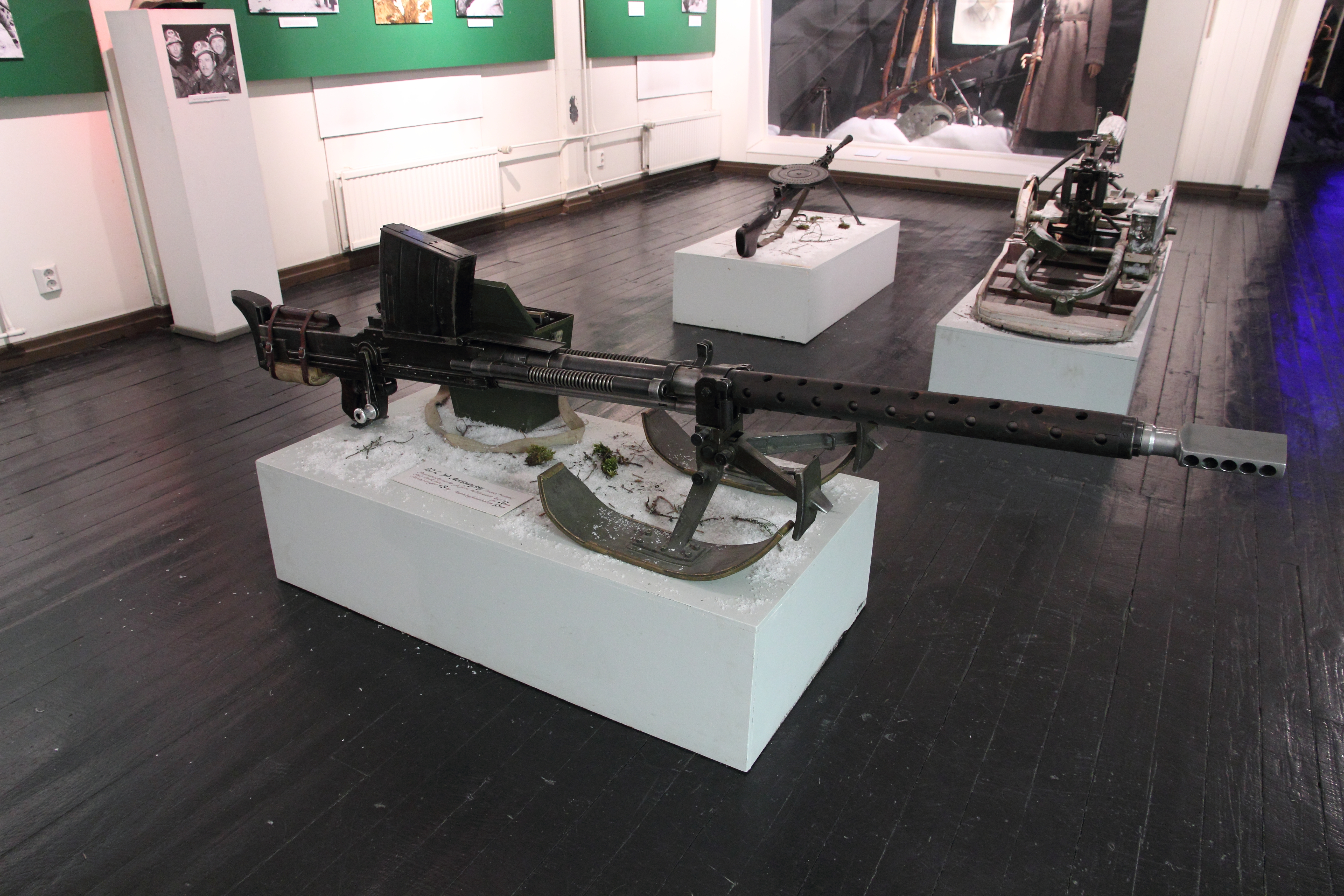
全自動射撃可能な機構に改造されたL-39/44 中央部左右には復座バネが追加装備され、二脚及び橇の装着位置が変更されている
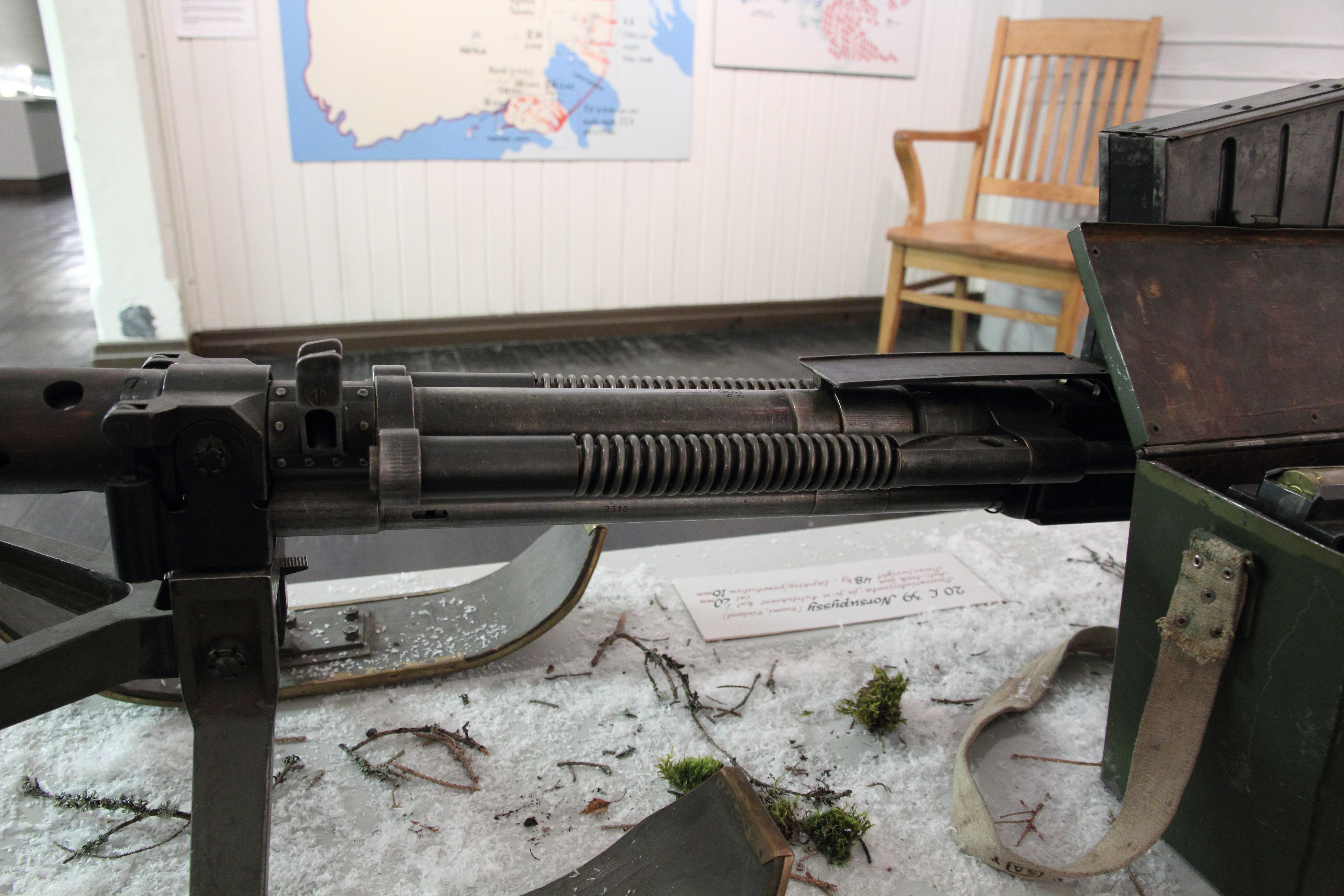
L-39/44 復座バネ部
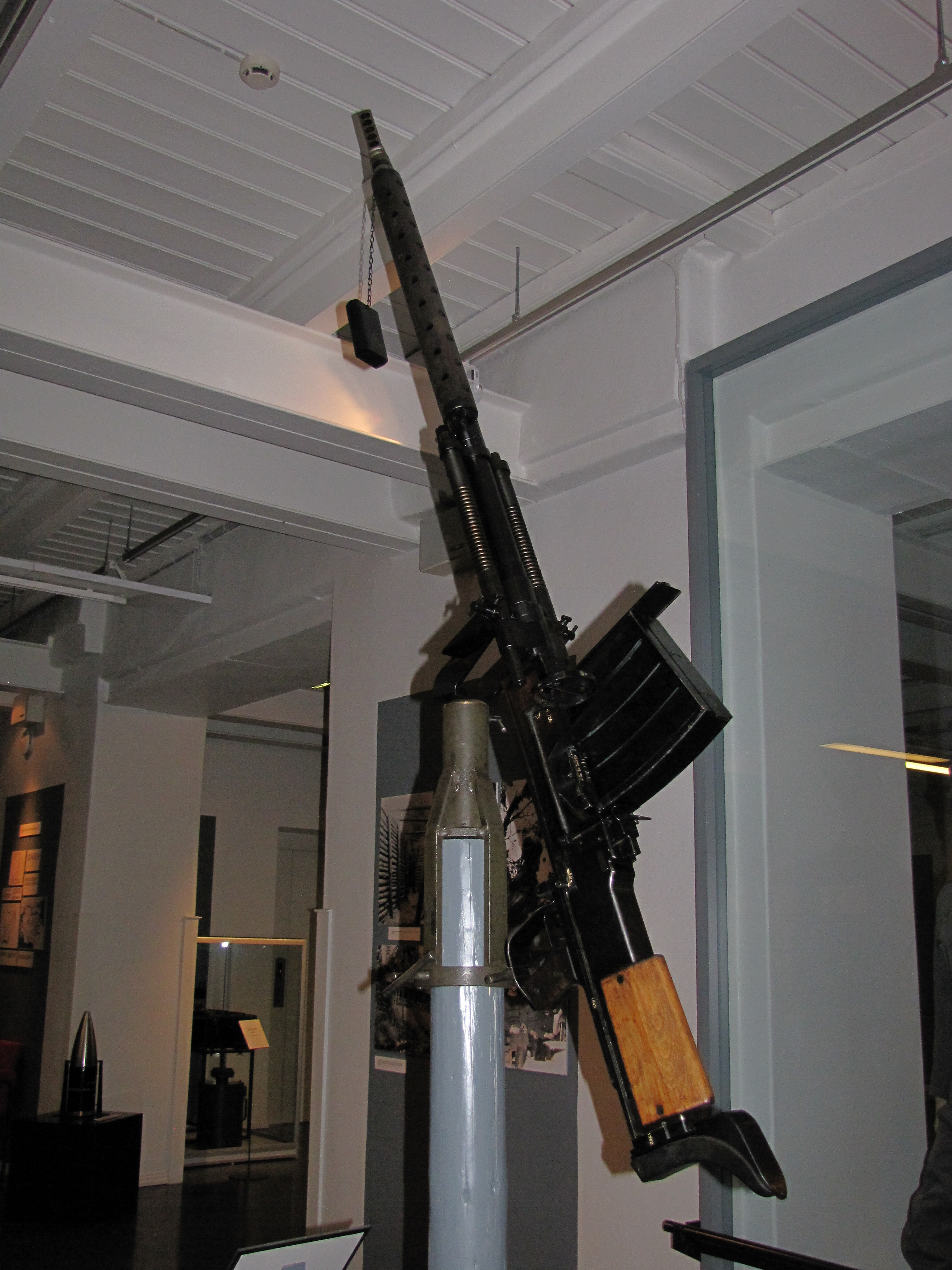
20 ItKiv 39-44

## その他
1960年代に入り、アメリカの民間市場に放出されたL-39は大型銃コレクターや軍用兵器コレクターの間で珍重され、2010年代においても稼動状態のL-39が多数所有されている。
1965年には、モントリオールで発生した銀行強盗事件において、民間に放出されたものを保有していたニューヨークの銃砲店から盗難された2丁のL-39が銀行の金庫を破壊する為に使用された。この事件は1974年に製作されたマイケル・チミノ監督、クリント・イーストウッド主演のアメリカ映画『サンダーボルト（原題：Thunderbolt and Lightfoot）』のモデルとなっている。

## 登場作品

### 映画
『007 サンダーボール作戦（原題：007 Thunderball）』（1965年）
防盾付銃架に装備された機関砲として登場。全自動射撃を行っているため、L-39/44とも思われるが機関部が画面に映らないため、詳細は不明である。
『ターミネーター（原題：The Terminator）』（1984年）
序盤でアーノルド・シュワルツェネッガー演じるターミネーターが武器を強奪する銃砲店に展示されている。
『アンノウン・ソルジャー 英雄なき戦場』（2017年）
フィンランド軍の兵器として登場。本銃の特徴である発砲時の激しい反動が描かれている。

### アニメ・漫画
『アリソンとリリア』(2008年)
時雨沢恵一のライトノベルを原作としたアニメーション作品。第11話においてヴィルヘルム・シュルツが使用する。
『ジオブリーダーズ』（1993年－2009年）
伊藤明弘の日本の漫画作品。主要登場人物の一人、梅崎真紀の使用火器として度々登場する。
1998年に製作されたオリジナル・ビデオ・アニメーション版『ジオブリーダーズ 魍魎遊撃隊 File-X ちびねこ奪還』の作中では弾倉をドラムマガジンとしてクルーザーに搭載したものが登場した他、漫画本編にはドラムマガジン化の上4連装銃架に架装して艇載化したものが登場する。（ただしドラムマガジン、銃架ともに作中オリジナルのデザインであり、実在はしていない。）
『トリニティセブン』（2010年－／2014年（アニメーション版）
サイトウケンジ：原作、奈央晃徳：画の漫画作品、及びそれを原作としたテレビアニメーション作品。ヒロインの一人、浅見リリスが用いる大型ライフルはL-39をモデルとしており、全体的なフォルムや各パーツの形状がL-39に酷似している。
作中の設定では魔法の力で生み出したものとなっており、L-39そのものであるとはされていない。